# Воче, Мария
Мария Воче (итал. Maria Voce; 16 июля 1937, Аелло-Калабро, Калабрия — 20 июня 2025) — итальянский юрист и президент движения фоколяров. Она родилась в Аелло-Калабро, Калабрия, Италия. Она была избрана президентом Генеральной Ассамблеей Движения после смерти его основательницы Кьяры Любич в марте 2008 года.

## Карьера
Мария Воче присоединилась к Движению в 1959 году и 44 года прожила в общине фоколяров. Окончив юридический факультет, она также изучала теологию и каноническое право; в последние годы она принимала участие в недавнем обновлении Общих актов Движения. Она входила в число лидеров «Общения и Закона», сети профессионалов и учёных, занимающихся вопросами правосудия, недавно созданной у фоколяров. Она также является членом Школы Абба, Центра междисциплинарных исследований. Также Мария приобрела непосредственный опыт в экуменической и межрелигиозной сферах, прожив в Турции десять лет. С 1978 по 1988 год она поддерживала тесные связи с Константинопольским Патриархатом (также с нынешним Патриархом Варфоломеем I), с лидерами других христианских церквей и с мусульманским миром. Она была избрана президентом Генеральной Ассамблеей Движения после смерти основательницы Кьяры Любич 14 марта 2008 года. Она была переизбрана 12 сентября 2014 года на шестилетний срок.
7 декабря 2009 года Папа Римский Бенедикт XVI назначил Воче консультантом Папского совета по делам мирян. В 2014 году Воче получила почётную степень в области права от Университета Нотр-Дам за свою экуменическую деятельность, а также работу с мирянами.
Воче умерла 20 июня 2025 года, в возрасте 87 лет.